# Chrysopodes limbatus
Chrysopodes limbatus är en insektsart som först beskrevs av Luisa Eugenia Navas 1926.  Chrysopodes limbatus ingår i släktet Chrysopodes och familjen guldögonsländor. Inga underarter finns listade i Catalogue of Life.